# Bughotu jezik
Bughotu jezik (bugota, bugoto, bugotu, mahaga, mbughotu; ISO 639-3: bgt), austronezijski jezik jugoistočne solomonske skupine, kojim govori 4 050 ljudi (1999 SIL) na otocima Santa Isabel i Furona u Solomonskim otocima.
Srodan je jezicima gela [nlg] i gao [gga] i jedini je predstavnik istoimene podskupine koja čini dio šire jezične skupine gela-guadalcanal. Ima dva dijalekta: hageulu i vulava. Pismo: latinica

## Vanjske poveznice
- Ethnologue (14th)
- Ethnologue (15th)